# Stoke City Football Club 2010-2011
Questa voce raccoglie le informazioni riguardanti lo Stoke City Football Club nelle competizioni ufficiali della stagione 2010-2011.

## Stagione
Dopo il piazzamento a metà classifica del campionato precedente, per Tony Pulis è iniziata la quinta stagione alla guida dello Stoke City. Il suo assistente Peter Reid, però, ha abbandonato l'incarico dopo aver accettato l'offerta di diventare manager del Plymouth Argyle.

## Maglie e sponsor
Lo sponsor tecnico per la stagione 2010-2011 è Adidas, mentre lo sponsor ufficiale è Britannia. La prima divisa è quella classica, con maglia a strisce verticali rosse e bianche, pantaloncini e calzettoni bianchi. Quella da trasferta è invece completamente blu scura, con inserti in celeste.
| Casa | Trasferta |

## Rosa
| N. |                                 | Ruolo | Calciatore         |
| -- | ------------------------------- | ----- | ------------------ |
| 1  | Bosnia ed Erzegovina (bandiera) | P     | Asmir Begović      |
| 3  | Inghilterra (bandiera)          | D     | Danny Higginbotham |
| 4  | Germania (bandiera)             | D     | Robert Huth        |
| 5  | Galles (bandiera)               | D     | Danny Collins      |
| 6  | Irlanda (bandiera)              | D     | Glenn Whelan       |
| 8  | Inghilterra (bandiera)          | C     | Tom Soares         |
| 9  | Trinidad e Tobago (bandiera)    | A     | Kenwyne Jones      |
| 10 | Giamaica (bandiera)             | A     | Ricardo Fuller     |
| 11 | Mali (bandiera)                 | A     | Mamady Sidibe      |
| 12 | Irlanda (bandiera)              | C     | Marc Wilson        |
| 14 | Inghilterra (bandiera)          | C     | Danny Pugh         |
| 15 | Senegal (bandiera)              | C     | Salif Diao         |
| 16 | Inghilterra (bandiera)          | C     | Jermaine Pennant   |
| 17 | Inghilterra (bandiera)          | D     | Ryan Shawcross (C) |

| N. |                        | Ruolo | Calciatore                 |
| -- | ---------------------- | ----- | -------------------------- |
| 18 | Inghilterra (bandiera) | C     | Dean Whitehead             |
| 19 | Irlanda (bandiera)     | A     | Jonathan Walters           |
| 21 | Inghilterra (bandiera) | D     | Andrew Davies              |
| 22 | Norvegia (bandiera)    | A     | John Carew                 |
| 23 | Inghilterra (bandiera) | C     | Michael Tonge              |
| 24 | Irlanda (bandiera)     | C     | Rory Delap                 |
| 25 | Senegal (bandiera)     | D     | Abdoulaye Diagne-Faye      |
| 26 | Inghilterra (bandiera) | C     | Matthew Etherington        |
| 27 | Inghilterra (bandiera) | P     | Carlo Nash                 |
| 28 | Inghilterra (bandiera) | D     | Andy Wilkinson             |
| 29 | Danimarca (bandiera)   | P     | Thomas Sørensen            |
| 30 | Inghilterra (bandiera) | D     | Ryan Shotton               |
| 36 | Inghilterra (bandiera) | C     | Matthew Lund               |
| 38 | Inghilterra (bandiera) | P     | Danzelle St Louis-Hamilton |

## Calciomercato

### Sessione estiva(dal 01/07 al 31/08)
| Arrivi | Arrivi           | Arrivi         | Arrivi         |
| R.     | Nome             | da             | Modalità       |
| ------ | ---------------- | -------------- | -------------- |
| P      | Carlo Nash       | Everton        | parametro zero |
| C      | Florent Cuvelier | Portsmouth     | definitivo     |
| C      | Jermaine Pennant | Real Saragozza | prestito       |
| C      | Marc Wilson      | Portsmouth     | definitivo     |
| A      | Eiður Guðjohnsen | Monaco         | definitivo     |
| A      | Kenwyne Jones    | Sunderland     | definitivo     |
| A      | Jonathan Walters | Ipswich Town   | definitivo     |

| Partenze | Partenze             | Partenze         | Partenze       |
| R.       | Nome                 | a                | Modalità       |
| -------- | -------------------- | ---------------- | -------------- |
| P        | Steve Simonsen       | Sheffield Utd    | parametro zero |
| D        | Carl Dickinson       | Portsmouth       | prestito       |
| D        | Andy Griffin         | Reading          | definitivo     |
| D        | Ibrahima Sonko       | Portsmouth       | prestito       |
| C        | Diego Arismendi      | Barnsley         | prestito       |
| C        | Amdy Faye            | Leeds Utd        | parametro zero |
| C        | Liam Lawrence        | Portsmouth       | definitivo     |
| C        | Ben Marshall         | Carlisle Utd     | prestito       |
| C        | Nathaniel Wedderburn | Northampton Town | definitivo     |
| A        | James Beattie        | Rangers          | definitivo     |
| A        | Dave Kitson          | Portsmouth       | definitivo     |
| A        | Louis Moult          | Bradford City    | prestito       |

### Trasferimenti tra le due sessioni
| Acquisti | Acquisti | Acquisti | Acquisti |
| R.       | Nome     | da       | Modalità |
| -------- | -------- | -------- | -------- |

| Cessioni | Cessioni      | Cessioni     | Cessioni |
| R.       | Nome          | a            | Modalità |
| -------- | ------------- | ------------ | -------- |
| D        | Andrew Davies | Walsall      | prestito |
| C        | Matthew Lund  | Hereford Utd | prestito |
| C        | Danny Pugh    | Preston N.E. | prestito |
| C        | Michael Tonge | Preston N.E. | prestito |

### Sessione invernale(dal 03/01 al 31/01)
| Arrivi | Arrivi           | Arrivi         | Arrivi     |
| R.     | Nome             | da             | Modalità   |
| ------ | ---------------- | -------------- | ---------- |
| C      | Jermaine Pennant | Real Saragozza | definitivo |
| A      | John Carew       | Aston Villa    | prestito   |

| Partenze | Partenze         | Partenze       | Partenze   |
| R.       | Nome             | a              | Modalità   |
| -------- | ---------------- | -------------- | ---------- |
| A        | Eiður Guðjohnsen | Fulham         | prestito   |
| A        | Louis Moult      | Mansfield Town | prestito   |
| A        | Tuncay Şanlı     | Wolfsburg      | definitivo |

### Trasferimenti successivi alla sessione invernale
| Acquisti | Acquisti | Acquisti | Acquisti |
| R.       | Nome     | da       | Modalità |
| -------- | -------- | -------- | -------- |

| Cessioni | Cessioni       | Cessioni      | Cessioni   |
| R.       | Nome           | a             | Modalità   |
| -------- | -------------- | ------------- | ---------- |
| D        | Andrew Davies  | Middlesbrough | prestito   |
| D        | Smajl Suljević | Dalkurd       | definitivo |

## Risultati

### Premier League
| Arbitro: | Probert (South Gloucestershire) |

|                        |           |                 |
| Jones 37’ Fletcher 39’ | Marcatori | 55’ Diagne-Faye |

| Arbitro: | Foy (St Helens) |

|            |           |               |
| Fuller 37’ | Marcatori | 19’, 30’ Bale |

| Arbitro: | Atkinson (Bradford) |

|                               |           |  |
| Malouda 32’ Drogba 77’ (rig.) | Marcatori |  |

| Arbitro: | Probert (South Gloucestershire) |

|                       |           |             |
| Jones 80’ Huth 90'+3’ | Marcatori | 35’ Downing |

| Arbitro: | Mason (Bolton) |

|           |           |            |
| Jones 48’ | Marcatori | 32’ Parker |

| Arbitro: | Jones (Chester) |

|                  |           |                            |
| Nolan 43’ (rig.) | Marcatori | 67’ Jones 85’ (aut.) Perch |

| Arbitro: | Webb (Rotherham) |

|             |           |  |
| Walters 48’ | Marcatori |  |

| Arbitro: | Walton (Long Buckby) |

|                        |           |           |
| Lee 22’ Klasnić 90'+2’ | Marcatori | 48’ Delap |

| Arbitro: | Marriner (Sheldon) |

|            |           |                    |
| Tuncay 81’ | Marcatori | 27’, 86’ Hernández |

| Arbitro: | Probert (South Gloucestershire) |

|            |           |  |
| Yakubu 67’ | Marcatori |  |

| Arbitro: | Atkinson (Bradford) |

|              |           |  |
| Gyan 9’, 86’ | Marcatori |  |

| Arbitro: | Clattenburg (Consett) |

|                                   |           |                      |
| Huth 44’ Fuller 71’ Whitehead 85’ | Marcatori | 74’ Fahey 76’ Jerome |

| Arbitro: | Halsey (Welwyn Garden City) |

|                         |           |  |
| Fuller 56’ Jones 90'+1’ | Marcatori |  |

| Arbitro: | Foy (St Helens) |

|  |           |                                                  |
|  | Marcatori | 55’ (rig.) Etherington 85’ (rig.), 90+3’ Walters |

| Arbitro: | Walton (Long Buckby) |

|                    |           |              |
| Etherington 90'+2’ | Marcatori | 81’ Richards |

| Arbitro: | Jones (Chester) |

|                                      |           |                          |
| Collins 30’ (autorete) Cleverley 40’ | Marcatori | 18’ Huth 31’ Etherington |

| Arbitro: | Taylor (Wythenshawe) |

|  |           |              |
|  | Marcatori | 48’ Campbell |

| Arbitro: | Jones (Chester) |

|  |           |                        |
|  | Marcatori | 51’ Huth 90'+3’ Wilson |

| Arbitro: | Friend (Leicestershire) |

|  |           |               |
|  | Marcatori | 4’, 10’ Baird |

| Arbitro: | Marriner (Sheldon) |

|                                   |           |  |
| Jones 23’ Jagielka 69’ (autorete) | Marcatori |  |

| Arbitro: | Clattenburg (Consett) |

|                        |           |               |
| Hernández 27’ Nani 62’ | Marcatori | 50’ Whitehead |

| Arbitro: | Marriner (Sheldon) |

|                                         |           |  |
| Higginbotham 37’ Etherington 63’ (rig.) | Marcatori |  |

| Arbitro: | Attwell (Nuneaton) |

|                                |           |  |
| Dempsey 33’ Dempsey 56’ (rig.) | Marcatori |  |

| Arbitro: | Taylor (Wythenshawe) |

|                         |           |  |
| Meireles 47’ Suárez 79’ | Marcatori |  |

| Arbitro: | Probert (South Gloucestershire) |

|                           |           |                        |
| Carew 32’ Huth 83’, 90+3’ | Marcatori | 2’ Richardson 48’ Gyan |

| Arbitro: | Halsey (Welwyn Garden City) |

|           |           |  |
| Žigić 90’ | Marcatori |  |

| Arbitro: | Walton (Long Buckby) |

|              |           |  |
| Squillaci 7’ | Marcatori |  |

| Arbitro: | Oliver (Ashington) |

|           |           |          |
| Delap 53’ | Marcatori | 87’ Vela |

| Arbitro: | Marriner (Sheldon) |

|                                      |           |  |
| Ba 21’ da Costa 29’ Hitzlsperger 83’ | Marcatori |  |

| Arbitro: | Mason (Bolton) |

|                                                     |           |  |
| Walters 28’ Pennant 46’ Higginbotham 49’ Fuller 90’ | Marcatori |  |

| Arbitro: | Walton (Long Buckby) |

|            |           |            |
| Walters 8’ | Marcatori | 33’ Drogba |

| Arbitro: | Friend (Leicestershire) |

|                                  |           |                           |
| Crouch 11’ Modrić 18’ Crouch 34’ | Marcatori | 27’ Etherington 41’ Jones |

| Arbitro: | Foy (St. Helens) |

|          |           |           |
| Bent 43’ | Marcatori | 20’ Jones |

| Arbitro: | Walton (Long Buckby) |

|                                        |           |  |
| Jones 16’ Shawcross 45'+2’ Pennant 51’ | Marcatori |  |

| Blackpool 30 aprile 2011, ore 15:00 UTC+1 35ª giornata | Blackpool             | 0 – 0 referto | Stoke City | Bloomfield Road (16.003 spett.)\| Arbitro: \| Clattenburg (Consett) \| |
| Arbitro:                                               | Clattenburg (Consett) |               |            |                                                                        |

| Arbitro: | Walton (Long Buckby) |

|                                   |           |                |
| Jones 28’ Pennant 40’ Walters 82’ | Marcatori | 81’ van Persie |

| Arbitro: | Probert (South Gloucestershire) |

|                                 |           |  |
| Tévez 14’ Lescott 53’ Tévez 65’ | Marcatori |  |

| Arbitro: | Marriner (Sheldon) |

|  |           |               |
|  | Marcatori | 81’ Rodallega |

### Football League Cup
| Arbitro: | Tanner (Sheldon) |

|                        |           |            |
| Walters 26’ Tuncay 37’ | Marcatori | 79’ Leslie |

| Arbitro: | Halsey (Welwyn Garden City) |

|                            |           |  |
| Higginbotham 23’ Jones 79’ | Marcatori |  |

| Arbitro: | Webb (Rotherham) |

|                                     |           |          |
| Parker 84’ da Costa 96’ Obinna 118’ | Marcatori | 6’ Jones |

### FA Cup
| Arbitro: | Halsey (Welwyn Garden City) |

|            |           |           |
| Tuncay 45’ | Marcatori | 8’ Chopra |

| Arbitro: | Walton (Long Buckby) |

|  |           |                   |
|  | Marcatori | 92’, 115’ Walters |

| Arbitro: | Jones (Chester) |

|  |           |          |
|  | Marcatori | 81’ Huth |

| Arbitro: | Webb (Rotherham) |

|                                     |           |  |
| Carew 14’ Walters 22’ Shawcross 43’ | Marcatori |  |

| Arbitro: | Jones (Chester) |

|                           |           |               |
| Huth 12’ Higginbotham 63’ | Marcatori | 30’ Piquionne |

| Arbitro: | Webb (Rotherham) |

|  |           |                                                     |
|  | Marcatori | 11’ Etherington 17’ Huth 30’ Jones 68’, 81’ Walters |

| Arbitro: | Atkinson (Bradford) |

|              |           |  |
| Y. Touré 74’ | Marcatori |  |